# Mathias Melloul
Mathias Melloul (Vitry-sur-Seine, 9 febbraio 1990) è un attore francese.

## Biografia
Mathias Melloul è nato il 9 febbraio 1990 a Vitry-sur-Seine, nella Valle della Marna, in Francia.
Ha lavorato come mago professionista prima a Parigi e poi a Londra, senza però ottenere successo. Tornato in Francia prese delle lezioni di recitazione prima al cours Florent e poi alla scuola Périmony.
Ha mosso i primi passi come attore in spot pubblicitari e in teatro.Nel 2009, ha interpretato il ruolo principale nella serie televisiva Paris d'amis. Notato da un agente, l'anno seguente venne contattato per interpretare il suo primo ruolo cinematografico al fianco di Diane Kruger e Ludivine Sagnier in Pieds nus sur les limaces di Fabienne Berthaud. Ad una festa per la fine delle riprese, Melloul ha conosciuto Pascal Arnold, il co-sceneggiatore del film, e Jean-Marc Barr. Due mesi dopo, i due lo contattarono per fargli leggere la sceneggiatura di Chroniques sexuelles d'une famille d'aujourd'hui, prima di affidargli il ruolo da protagonista. In quello stesso anno è recitato in Paulette di Jérôme Enrico. Nel 2014 ha interpretato il ruolo di un soldato nel film L'Oranais.
Dopo aver recitato in due cortometraggi nel 2015, ha smesso di recitare.

## Filmografia

### Cinema
- Pieds nus sur les limaces, regia di Fabienne Berthaud (2010)
- Chroniques sexuelles d'une famille d'aujourd'hui, regia di Pascal Arnold e Jean-Marc Barr (2012)
- Paulette, regia di Jérôme Enrico (2012)
- L'Oranais, regia di Lyès Salem (2014)
- Bal de famille, regia di Stella Di Tocco - cortometraggio (2015)
- Denis et les zombies, regia di Vital Philippot - cortometraggio (2015)

### Televisione
- Paris d'amis – serie TV (2009)

## Doppiatori italiani
Nelle versioni in italiano delle opere in cui ha recitato, Mathias Melloul è stato doppiato da:
- Mirko Cannella in Paulette